# باثوليت

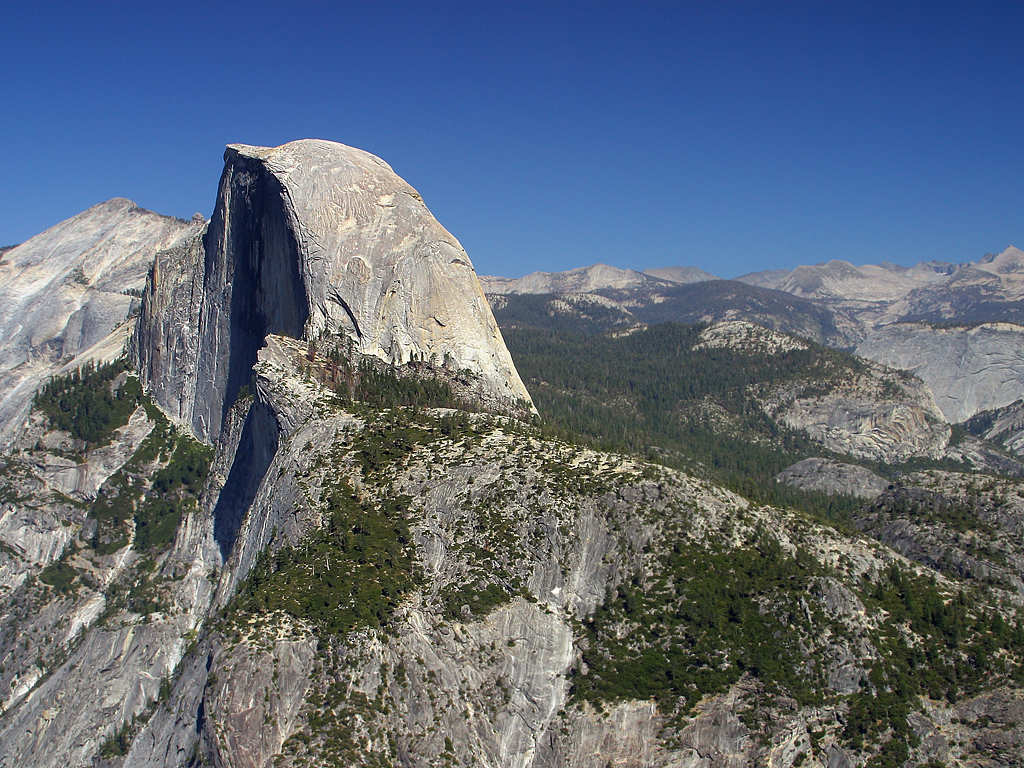

السنام الغائر أو الباتوليت أو الباثوليت (بالإنجليزية: Batholith)‏ هو تًشْكُلات من الصخور النارية المتداخلة المتسربة على شكل قُبةٍ كبيرة. تشكلت نتيجة من تبريد الصهارة العميقة داخل قشرة الأرض. غالباً ما تتكون من أنواع من الصخور الفلسية والمتوسطة مثل الجرانيت والمرو والمونزونيت والديوريت. وهي أضخم كتل الصخور النارية وأكثرها اتساعاً وهي تشكل جذور وقلوب السلاسل الجبلية الضخمة.